# Circulation fœtale

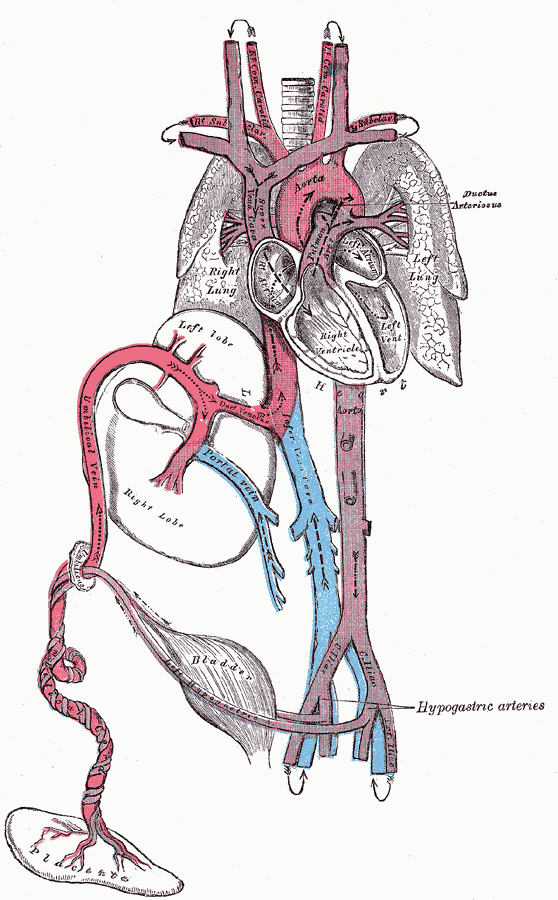
Organisation schématique de la circulation fœtale.

La circulation artério-veineuse du fœtus est transitoirement adaptée à la vie in utéro. Les échanges gazeux et de nutriments s'effectuent via le système placentaire ce qui nécessite un certain nombre de modifications de son système circulatoire dans l'attente de la mise en route d'une ventilation pulmonaire. 

## Anatomie et physiologie de la circulation fœtale

### Veine ombilicale
La veine ombilicale est une veine véhiculant du sang oxygéné du placenta vers le fœtus. Elle chemine dans le cordon ombilical qui sera sectionné à la naissance en même temps que les deux artères ombilicales. Elle se divise en deux, une partie se dirigeant vers le foie, l'autre se jetant dans la veine cave inférieure par le biais du canal veineux ou canal d'Arantius ou encore ductus venosus.

### Artères ombilicales
Pendant le développement embryonnaire, les artères ombilicales sont des vaisseaux sanguins véhiculant du sang appauvri en dioxygène et chargé en dioxyde de carbone. Elles cheminent dans le cordon ombilical avec la veine ombilicale. Elles naissent des artères iliaques interne et se dirigent vers le placenta, pour y permettre des échanges gazeux.
À la naissance, les artères ombilicales se bouchent à partir du niveau la vessie à la suite de l'obturation du cordon ombilical, cette dernière ne possédant plus de branche de décharge du sang. Elles se transforment alors en ligaments ombilicaux.

### Canal artériel
Le canal artériel est un shunt artériel entre l’artère pulmonaire et l’aorte qui limite la quantité de sang envoyée vers les poumons. Le sang n’y subissant pas d’échange, il est redirigé vers la circulation générale.

### Foramen ovale

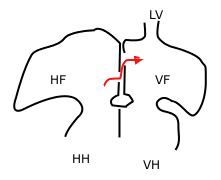
Shunt droite-gauche par le foramen ovale.

Le foramen ovale est un shunt artériel entre l’oreillette droite (HF) du cœur et l’oreillette gauche (VF). C’est un deuxième moyen pour renvoyer le sang oxygéné qui arrive de la veine cave dans l’oreillette droite vers la circulation générale plutôt que vers la circulation pulmonaire.
Lors de la croissance, ce shunt se bouche naturellement. Mais il semblerait que ceci ne soit pas systématiquement le cas et qu'environ 30 % de la population présente un foramen ovale perméable (FOP). Si, en règle générale, ce FOP ne présente pas d'incidence sur les conditions de vie, il peut en être autrement en plongée sous-marine. Il est en effet un facteur aggravant de deux accidents de plongée : l'accident de décompression et l'hyperpression pulmonaire.
Il existe une technique opératoire permettant de boucher un FOP. Elle consiste, sous anesthésie locale à introduire une sonde dans le cœur via une voie intraveineuse pour reboucher le foramen.

## Fin de la circulation fœtale
À la naissance, le foramen ovale se ferme par l’augmentation de pression qui s’exerce dans l’oreillette gauche. La mise en route d’une circulation pulmonaire augmente le débit et la pression dans le cœur gauche. Le canal artériel se ferme par des mécanismes chimiques et hormonaux.
Quant aux vaisseaux ombilicaux, ils sont coupés et finiront par se résorber, leur entrée forme le nombril.

## Pathologies
Il arrive parfois qu'à la naissance, le canal artériel ne se ferme pas. On parle alors de canal artériel persistant.